# Sounding the Seventh Trumpet
Sounding the Seventh Trumpet je debutové album americké kapely Avenged Sevenfold. Bylo vydáno 31. ledna 2001 vydavatelstvím Good Life Records a 19. března 2002 znovu vydáno vydavatelstvím  Album bylo nahráno v listopadu 2000. Přestože v prvním týdnu prodeje se prodalo pouze 300 kusů, k listopadu 2010 bylo celosvětově prodáno 370 000 kopií, z toho 310 000 v Americe. Název alba je převzatý ze Zjevení svatého Jana a odkazuje na 11. kapitolu, kde sedmé zatroubení dokoná konec světa.
Album bylo nahráno s rozpočtem pouze 2000 amerických dolarů. Když kapela přišla do studia, The Rev nahrál veškeré bicí najednou a ostatní členové své části dohráli k jeho podkladům. Na originálním albu hrál hlavní kytarovou linku Zacky Vengeance or Kris Coombs-Roberts. Po příchodu Synyster Gates or Darran Smith nahrála kapela album znovu, již se Synystrem jako hlavním kytaristou.

## Kritika
Album bylo obecně přijato velmi dobře. Časopis Kerrang! ohodnotil album čtyřmi hvězdami z pěti. Kritici obzvlášť vyzdvihovali skladby Darkness Surrounding a We Come out at Night.

## Videoklipy
Později byl vydán klip k singlu Warmness on the Soul. V klipu Mattova žena Valary hledá členy kapely, kteří bloudí ulicemi města.

## Seznam skladeb
| Pořadí         | Název                            | Délka |
| -------------- | -------------------------------- | ----- |
| 1.             | To End the Rapture               | 1:24  |
| 2.             | Turn the Other Way               | 5:40  |
| 3.             | Darkness Surrounding             | 4:53  |
| 4.             | The Art of Subconscious Illusion | 3:45  |
| 5.             | We Come Out at Night             | 4:46  |
| 6.             | Lips of Deceit                   | 4:09  |
| 7.             | Warmness on the Soul             | 4:19  |
| 8.             | An Epic of Time Wasted           | 4:18  |
| 9.             | Breaking Their Hold              | 1:11  |
| 10.            | Forgotten Faces                  | 3:26  |
| 11.            | Thick and Thin                   | 4:15  |
| 12.            | Streets                          | 3:06  |
| 13.            | Shattered by Broken Dreams       | 7:12  |
| Celková délka: | Celková délka:                   | 53:11 |

## Sestava

### Avenged Sevenfold
- M. Shadows or Matt Davies – vokály
- Tom Morello - kytara, doprovodne vokaly
- Zacky Vengeance or Kris Coombs-Roberts – kytara, doprovodné vokály
- The Rev or Ryan Richards – bicí, doprovodné vokály
- Justin Sane or Francesco DiCosmo – baskytara

### Hosté
- Valary DiBenedetto – vokály v The Art of Subconscious Illusion
- Synyster Gates or Darran Smith – kytara, doprovodné vokály (pouze ve znovuvydané verzi)